# Dorfkirche Mehlsdorf

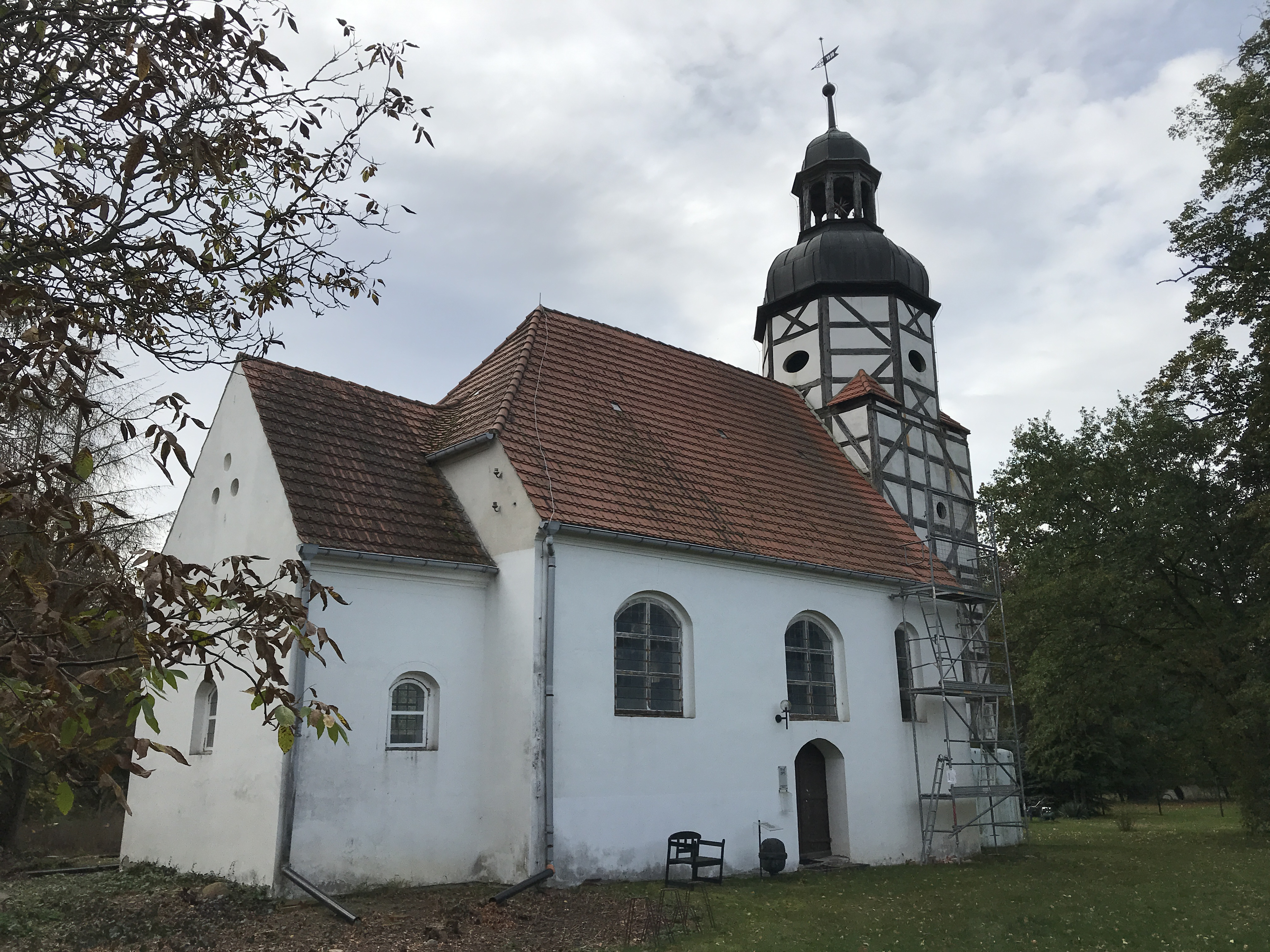
Dorfkirche Mehlsdorf

Die evangelische Dorfkirche Mehlsdorf ist ein Putzbau aus dem Jahr 1665 in Mehlsdorf, einem Ortsteil der Gemeinde Ihlow im Landkreis Teltow-Fläming im Land Brandenburg. Die Kirchengemeinde gehört zum Kirchenkreis Bad Liebenwerda der Evangelischen Kirche in Mitteldeutschland.

## Lage
Die Straße Mehlsdorf führt von Westen kommend in nordöstlicher Richtung durch den Ort. Im historischen Dorfzentrum zweigt sie nach Süden hin u-förmig ab. Die Kirche steht im südwestlichen Bereich dieser Abzweigung auf einem Grundstück, das durch umliegende Wohnbebauung eingefriedet ist. Auf dem Gelände befand sich zu einer früheren Zeit ein Gutshof.

## Geschichte
Obwohl der Ort Melistorff bereits in einer Urkunde aus dem Jahr 1376 erwähnt wurde, entstand die Kirche wohl in seinem Kern erst im 16. Jahrhundert. Das Kirchenpatronat lag zu dieser Zeit bei einem Familienzweig derer von Kleist. Sie errichteten das Bauwerk auf dem Gutsgelände. Zuvor war die Gemeinde nach Ihlow eingepfarrt. Im Dehio-Handbuch ist von einem „eingreifenden Umbau“ im Jahr 1666 unter dem damaligen Gutsherren Melchior von Schlomach die Rede. Einige Jahrzehnte später errichteten Handwerker den Westturm. Während das Gutshaus nach dem Zweiten Weltkrieg abgebrochen wurde, blieb die Kirche erhalten und wurde 1966 sowie in den Jahren 1989/1990 restauriert. Allerdings besteht im 21. Jahrhundert ein erneuter Sanierungsbedarf. Der Dachstuhl des Kirchenschiffs muss erneuert und die Kirchendecke ausgetauscht werden. Außerdem stellten Statiker fest, dass die Fachwerkkonstruktion des Turms durch eingedrungene Feuchtigkeit stark beschädigt ist. Im Zuge eines LEADER-geförderten Projektes soll das Bauwerk bis 2021 saniert werden. Unterstützt werden die Maßnahmen vom Traditionsverein Mehlsdorf, der mit Hilfe des jährlich stattfindenden Mehlsdorfer Pflaumenmus-Festes seinen Beitrag für die Sanierung leisten möchte. Hinzu kommen Mittel aus dem Förderkreis Alte Kirchen Berlin-Brandenburg. Nach erfolgreichem Abschluss der Arbeiten plant die Kirchengemeinde, sich der Kirchenstraße Elbe-Elster anzuschließen. Ende 2020 wurde bekannt, dass sich die Sanierungsarbeiten verzögern. Nach Baubeginn wurden weitere Schäden am Dachstuhl sowie am Kirchturm sichtbar, die zu einer erheblichen Kostensteigerung führen werden. Parallel hierzu regte der Pfarrer an, die Kirche als offene Kirche an die Flaeming-Skate anzuschließen und für kulturelle Veranstaltungen zu öffnen. Diese Ideen, so der Förderkreis Alte Kirchen Berlin-Brandenburg, stoßen bei der Kirchengemeinde jedoch auf ein „verhaltenes Echo“.

## Baubeschreibung

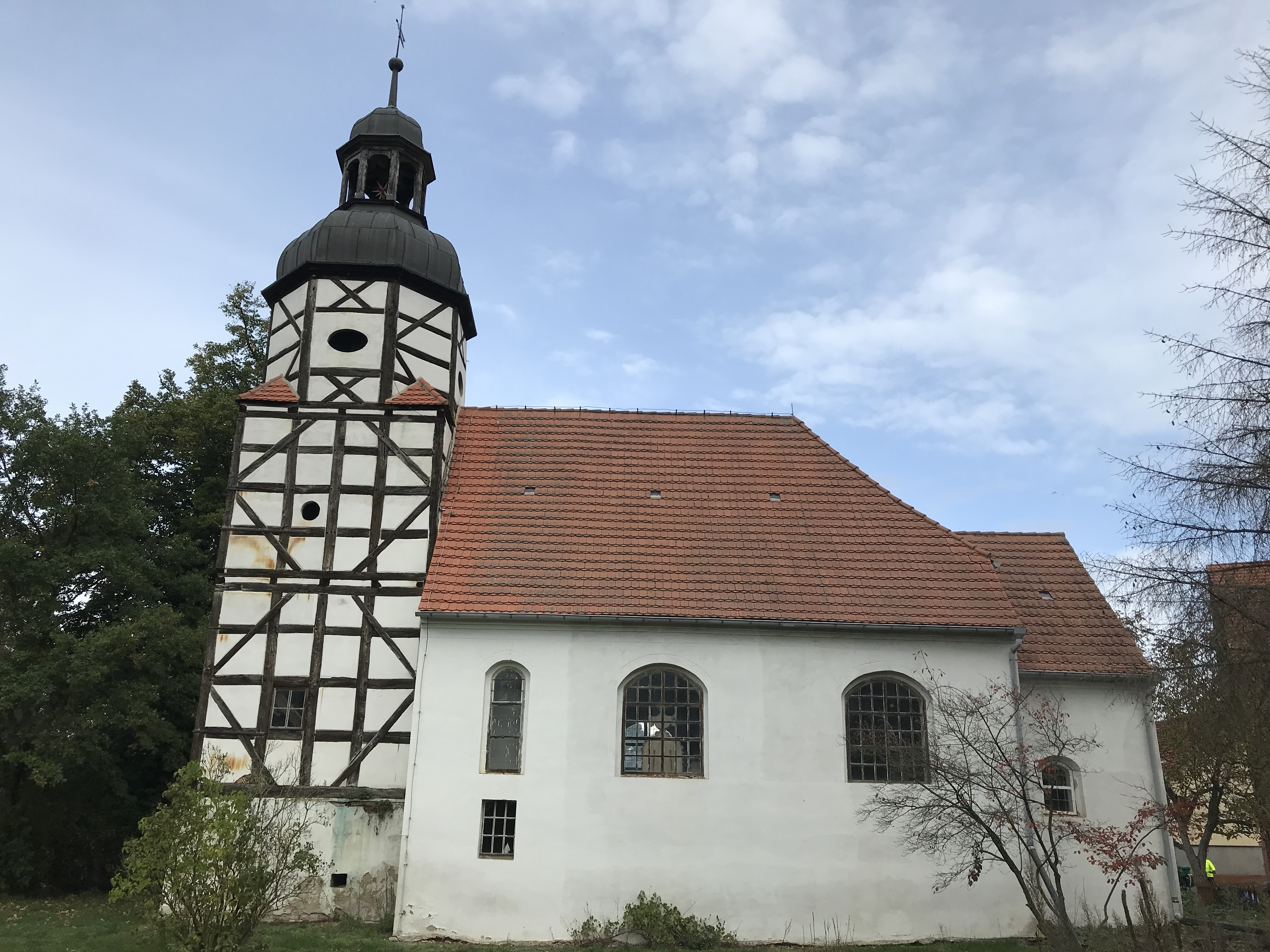
Ansicht von Süden

Das Bauwerk entstand im Wesentlichen aus Feld- und Mauersteinen, die anschließend verputzt wurden. Der Chor ist gerade und gegenüber dem Schiff stark eingezogen. An der Ost-Nord- und Südseite sind je ein kleines rundbogenförmiges Fenster, dessen Laibung leicht hervorgehoben wurde. Im ebenfalls verputzten Giebel sind drei kleine kreisförmige Öffnungen.
Das Kirchenschiff hat einen rechteckigen Grundriss. An der Nordseite ist mittig eine große und rundbogenförmige Pforte. Darüber, wie auch im östlichen Bereich, ist je ein großes Rundbogenfenster. Westlich ist ein deutlich schmaleres Rundbogenfenster. An der Südseite sind ebenfalls drei gleichartige Fenster verbaut. Unterhalb des schmalen Rundbogenfensters ist jedoch noch ein weiteres, hochrechteckiges Fenster, mit dem Licht unterhalb der Empore fallen kann. Chor und Schiff tragen ein schlichtes Satteldach, wobei das Dach am Langhaus in Richtung Chor abgewalmt ist.
Im Westen erstreckt sich der quadratische Kirchturm. Er fußt auf einem verputzten Sockel, ist im Übrigen aber auch Fachwerk errichtet. An der Nord- und Südseite sind im unteren Bereich je ein kleines, hochrechteckiges Fenster. Im Glockengeschoss verjüngt sich der Aufsatz zu einem oktogonalen Oberteil mit je einem Ochsenauge an den vier Himmelsrichtungen. Darüber ist eine Welsche Haube mit offener Laterne, die mit Turmkugel, Wetterfahne und Stern abschließt.

## Ausstattung
Der Kanzelaltar stammt aus der zweiten Hälfte des 17. Jahrhunderts und besteht aus einem säulenartigen Aufbau mit geschnitzten Rankenwangen. In der Predella ist das Abendmahl Jesu abgebildet, darüber der polygonale Kanzelkorb mit den Bildern der Evangelisten in den Brüstungsfeldern. Der Aufbau wurde in den Jahren 1844 und 1845 restauriert. 1850 bauten Handwerker einen neogotischen Aufgang an. Dazu gehört eine polygonale, hölzerne Fünte, an dessen Deckel biblische Szenen eingearbeitet wurden. Der in weißen Farben gehaltene Pastoratsstuhl stammt aus dem 18. Jahrhundert und hat einen vergitterten Aufsatz, rötlich gerahmte Felder sowie einem Blumenkorbmotiv an der Tür.
Im Westen des Bauwerks steht eine Empore, dessen Brüstungsfelder ebenfalls mit biblischen Szenen bemalt sind – vom Sündenfall bis zur Auferstehung Jesu Christi. Darüber ist eine geschnitzte Kartusche mit einem gemalten Wappenschild derer von Schlomachs. Unterhalb der Empore ließ die Kirchengemeinde in den 1960er Jahren eine Winterkirche einrichten. An der Südwand hängt ein Kreuzigungsgemälde, dessen Ausführung im Dehio-Handbuch als „derb“ bezeichnet wird; gegenüber hängt eine geschnitzte Spruchkartusche. Ein steinernes Epitaph erinnert an den 1736 verstorbenen Johann George sowie seine 1762 verstorbene Frau Christine Louise von Schlomach. Die stelenartige Vitentafel wird im Dehio-Handbuch als „qualitätsvoll“ bezeichnet. Sie wird von einer behelmten Allegorie – möglicherweise Bellona – und einem Putto eingerahmt. Im Chor ist ein Kreuzrippengewölbe, im Schiff ein Muldengewölbe verbaut. Auf der Empore steht eine Orgel, die Conrad Geißler im Jahr 1890 schuf. Sie soll im Zuge der Sanierungsarbeiten in den 2020er Jahren in das Kirchenschiff versetzt werden.
Neben dem Nordportal steht eine historische Turmkugel, die als Spendenkasse für den Erhalt des Bauwerks aufgestellt wurde. Nordwestlich der Kirche erinnert ein Gedenkstein an die Gefallenen der Orte Mehlsdorf und Karlsdorf aus dem Zweiten Weltkrieg. Der rundbogenförmige Stein ist mit einem Eisernen Kreuz verziert, darunter die Inschrift: „Gedenkstätte für die / Gefallenen im / 2. Weltkrieg 1939–1945 / aus Mehlsdorf und Karlsdorf“. Ergänzt wird der Stein durch zwei seitlich am Boden aufgestellte Steinplatten, in denen die Namen der Gefallenen verzeichnet sind.